# El artista del año
El artista del año es un programa de televisión peruano de canto, baile y actuación que fue estrenado el 28 de abril de 2018 en la cadena de América Televisión. El programa es la versión peruana de la serie de televisión argentina del mismo nombre de la cadena El Trece. El programa es presentado por Gisela Valcárcel a lado de Aldo Díaz, quien es el copresentador.

## Formato
El programa es dirigido por la presentadora Gisela Valcárcel y producido bajo licencia por América Televisión y GV Producciones. Se emite a las 9 p. m. (GMT-5) los sábados por América Televisión, la transmisión es en vivo y en directo desde uno de los estudios de América Producciones, ubicado en Pachacámac, Lima.
El programa, a diferencia de la versión argentina en la cual participan aficionados, consiste en la participación de distintas celebridades, las cuales incluyen a actores, cantantes, comediantes, músicos, periodistas, presentadores, entre otros; quienes tendrán que demostrar sus habilidades en varios estilos artísticos. Cada semana realizan determinadas presentaciones, las cuales son evaluadas por los jueces. Al final de cada episodio, los competidores con los puntajes más bajos son sentenciados, mientras que el resto de concursantes tendrán que votar entre ellos para determinar al otro competidor sentenciado. Solo los participantes con el puntaje más alto de la noche serán inmunes a la sentencia. Finalmente, los competidores que quedaron sentenciados tendrán que enfrentarse la semana siguiente para determinar su permanencia en la competencia, esto determinado por los votos del público.

## Elenco

### Presentadores
Gisela Valcárcel es la presentadora principal desde el estreno del programa en 2018. El productor Jaime "Choca" Mandros fue el copresentador desde la primera temporada hasta la tercera, volviendo temporalmente en la séptima. Aldo Díaz fue el copresentador desde la cuarta hasta la sexta temporada, pero volvió en la séptima.

### Jurado
Los jueces actuales son la modelo Tilsa Lozano, el director de teatro y presentador de televisión español Santi Lesmes, la actriz, cantante y bailarina Denisse Dibós y el actor y presentador de televisión Aldo Miyashiro. Anteriores jueces principales fueron la bailarina profesional y coreógrafa Morella Petrozzi, la productora de televisión Michelle Alexander, la cantante cubana Isabel Íñigo, el actor Lucho Cáceres, la actriz y presentadora de televisión Fiorella Rodríguez, la cantante criolla Cecilia Bracamonte, el actor y presentador Adolfo Aguilar y la cantante y actriz Micheille Soifer. Otros jueces, la mayoría asociados al mundo artístico, han aparecido como un juez invitado o en sustitución de uno de los jueces principales, entre ellos están Juan Carlos Fernández, Carlos Álvarez, Coco Marusix y Santi Lesmes. En cada final de temporada se presenta a un jurado especial conformado por diez jueces, los cuales, junto con el jurado principal, deciden al ganador.

### Músicos
Durante las temporadas, la orquesta de Juan Carlos Fernández y cantantes tocan la música en vivo en el programa.

### Línea de tiempo del elenco
Clave de color:
| Presentadora | Copresentador | Juez | Director musical |

| Miembro del elenco    | Temporadas | Temporadas | Temporadas | Temporadas | Temporadas | Temporadas | Temporadas | Temporadas |
| Miembro del elenco    | 1          | 2          | 3          | 4          | 5          | 6          | 7          | 8          |
| --------------------- | ---------- | ---------- | ---------- | ---------- | ---------- | ---------- | ---------- | ---------- |
| Gisela Valcárcel      |            |            |            |            |            |            |            |            |
| Jaime Mandros "Choca" |            |            |            |            |            |            |            |            |
| Aldo Díaz             |            |            |            |            |            |            |            |            |
| Juan Carlos Orderique |            |            |            |            |            |            |            |            |
| Morella Petrozzi      |            |            |            |            |            |            |            |            |
| Lucho Cáceres         |            |            |            |            |            |            |            |            |
| Fiorella Rodríguez    |            |            |            |            |            |            |            |            |
| Cecilia Bracamonte    |            |            |            |            |            |            |            |            |
| Santi Lesmes          |            |            |            |            |            |            |            |            |
| Adolfo Aguilar        |            |            |            |            |            |            |            |            |
| Denisse Dibós         |            |            |            |            |            |            |            |            |
| Micheille Soifer      |            |            |            |            |            |            |            |            |
| Isabel Íñigo          |            |            |            |            |            |            |            |            |
| Tilsa Lozano          |            |            |            |            |            |            |            |            |
| Michelle Alexander    |            |            |            |            |            |            |            |            |
| Aldo Miyashiro        |            |            |            |            |            |            |            |            |
| Deyvis Orosco         |            |            |            |            |            |            |            |            |
| Juan Carlos Fernández |            |            |            |            |            |            |            |            |
| Wilder Pacherres      |            |            |            |            |            |            |            |            |

## Temporadas
| Temporada | Temporada | Concursantes | Episodios | Episodios | Emisión original         | Emisión original         | Primer puesto                            | Segundo puesto                              | Tercer puesto                 |
| Temporada | Temporada | Concursantes | Episodios | Episodios | Primera emisión          | Última emisión           | Primer puesto                            | Segundo puesto                              | Tercer puesto                 |
| --------- | --------- | ------------ | --------- | --------- | ------------------------ | ------------------------ | ---------------------------------------- | ------------------------------------------- | ----------------------------- |
|           | 1         | 10           | 11        | 11        | 28 de abril de 2018      | 7 de julio de 2018       | Pedro Loli                               | Micheille Soifer                            | Rossana Fernández-Maldonado   |
|           | 2         | 13           | 11        | 11        | 14 de julio de 2018      | 22 de septiembre de 2018 | Daniela Darcourt                         | Shantall Young Oneto                        | Jonatan Rojas                 |
|           | 3         | 15           | 10        | 10        | 29 de septiembre de 2018 | 8 de diciembre de 2018   | Daniela Darcourt & Pedro Loli            | Rossana Fernández-Maldonado & Amy Gutiérrez | Stephany Orúe & Cielo Torres  |
|           | 4         | 12           | 10        | 10        | 27 de abril de 2019      | 29 de junio de 2019      | Sandra Muente                            | Natalia Salas                               | Stephanie Valenzuela          |
|           | 5         | 11           | 10        | 10        | 17 de agosto de 2019     | 19 de octubre de 2019    | Amy Gutiérrez                            | Ernesto "Nesty" Galguera                    | Miguel Álvarez                |
|           | 6         | 18           | 9         | 9         | 26 de octubre de 2019    | 21 de diciembre de 2019  | Ernesto "Nesty" Galguera & Amy Gutiérrez | Braulio Chappell & Dailyn Curbelo           | Mario Hart & Micheille Soifer |
|           | 7         | 10           | 9         | 9         | 24 de abril de 2021      | 19 de junio de 2021      | Josimar                                  | Pamela Franco                               | La Uchulú                     |
|           | 8         | 7            | 6         | 6         | 13 de noviembre de 2021  | 18 de diciembre de 2021  | Ruby Palomino                            | Yahaira Plasencia                           | Estrella Torres               |

## Información general

### Procedimiento de puntuación y votación
La puntuación comienza con las calificaciones de los cuatro jueces después de las presentaciones de los concursantes, cada juez da un puntaje numérico del 1 al 10, aunque en algunas semanas es introducido el puntaje 11, dando un total máximo de 4 a 44 puntos. Los concursantes que hayan obtenido el menor puntaje son sentenciados, sin embargo, si es que solo hubo un concursante sentenciado, los competidores restantes tendrán que realizar una votación entre ellos mismos para determinar al siguiente sentenciado, siendo inmunes a recibir un voto los concursantes que hayan obtenido el mayor puntaje de la semana. Finalmente, los concursantes sentenciados tendrán que enfrentarse la semana siguiente en el duelo.
Ya en el duelo, los concursantes sentenciados realizan distintas presentaciones, teniendo la oportunidad de traer a invitados, sean exconcursantes, otras celebridades, familiares o un conocido personal. Al final de cada episodio, antes de anunciarse los resultados generales, Valcárcel anuncia los resultados del duelo, siendo salvado el concursante que haya obtenido el mayor porcentaje de votos del público. El concursante eliminado tiene la oportunidad de continuar en competencia solamente si es que los jueces deciden usar el «salvavidas», el cual es utilizado si los jueces determinan si el competidor merece quedarse aún en el programa. La cantidad de participantes sentenciadas y eliminados varia según la decisión de la producción del programa, al igual que la cantidad de «salvavidas» introducidos en cada temporada.
Una manera de ayudar a las celebridades a evitar la sentencia es mediante «el versus», una modalidad de competencia (sea en individual, en parejas o en equipos) en la que los que resulten ganadores obtendrán puntos extras los cuales serán sumados a los puntajes obtenidos en sus presentaciones principales.
Algunas excepciones en el procedimiento de puntuación y votación, fue que en la tercera temporada el número de jueces ascendió de cuatro a cinco, por lo que el rango de puntaje estuvo entre 5 a 55 puntos, si se consideran la semanas en que el puntaje 11 es introducido. Además, en la tercera semana de la primera temporada, Pedro Loli cayó en sentencia por el voto de sus compañeros a pesar de haber obtenido el mayor puntaje de la semana; fue por este suceso que decidió otorgarse la inmunidad a los competidores que obtengan el más alto puntaje.

### El desafío
Segmento que presenta un caso social de urgente atención y se invita a una celebridad para que realice un desafío, que consiste en la presentación de un número de baile, canto y/o actuación. Por lo general esta participación solo contará con pocos días de preparación y casi siempre, los géneros musicales escogidos son aquellos que el famoso desconoce. Lo que se busca es sensibilizar al público para que se haga donaciones de dinero o servicios para ayudar a personas a quienes va la ayuda. Una parte de los resultados de las donaciones se conocerá al terminar la secuencia y el resto, al abrir el segmento de la gala siguiente.
En la siguiente tabla se muestran las presentaciones más destacadas:
| Fecha                   | Invitado(s)                                            | Descripción                                                      | Destinatario de la ayuda   | Ref(s) |
| ----------------------- | ------------------------------------------------------ | ---------------------------------------------------------------- | -------------------------- | ------ |
| 5 de mayo de 2018       | Melissa Paredes y Maricielo Effio                      | Baile («Ojitos hechiceros»)                                      | Rosa Ángela                | [ 30 ] |
| 18 de agosto de 2018    | Sheyla Rojas                                           | Canto y baile («Eternamente bella»)                              | Familia Ticona             | [ 31 ] |
| 1 de septiembre de 2018 | Rebeca Escribens                                       | Canto y baile («Quererte a ti» / «La candela»)                   | Mauricio                   | [ 32 ] |
| 8 de septiembre de 2018 | La Tigresa del Oriente                                 | Canto y baile («Me oyen, me escuchan»)                           | Yunder                     | [ 33 ] |
| 6 de octubre de 2018    | Rosángela Espinoza                                     | Canto y baile («Duro y suave»)                                   | Familia Mendoza López      | [ 34 ] |
| 13 de octubre de 2018   | Carlos Cacho                                           | Canto («Todos me miran» / «Bandido») y baile («Lo que tengo yo») | Familia de Alondra Rivera  | [ 35 ] |
| 20 de octubre de 2018   | Ernesto Pimentel y el elenco de Maestra vida           | Musical («Maestra vida»)                                         | Coraina Lara               | [ 36 ] |
| 3 de noviembre de 2018  | Ethel Pozo y el elenco de Hadas, nunca dejes de soñar  | Musical («Hadas»)                                                | Mía García                 | [ 37 ] |
| 10 de noviembre de 2018 | Alfredo Benavides y Kike Suero                         | Caracterización («Será que no me amas»)                          | Juliana Figueroa y su hijo | [ 38 ] |
| 17 de noviembre de 2018 | Yahaira Plasencia                                      | Baile (marinera norteña)                                         | Benjamín                   | [ 39 ] |
| 1 de diciembre de 2018  | Érika Villalobos                                       | Baile («Samba do Brasil») y canto («La vida es un carnaval»)     | Jimmy Huacho               | [ 40 ] |
| 4 de mayo de 2019       | Susel Paredes                                          | Baile («El aguajal»)                                             | Sebastián                  | [ 41 ] |
| 25 de mayo de 2019      | Melissa Loza                                           | Baile («Aguanile»)                                               | Selección de Futsal Down   | [ 42 ] |
| 8 de junio de 2019      | Maricarmen Marín                                       | Canto («¿Por qué te fuiste?»)                                    | Ricardo Aguilar            | [ 43 ] |
| 24 de abril de 2021     | Laurita Pacheco                                        | Canto («Viento»)                                                 | Joselin Morán              | [ 44 ] |
| 1 de mayo de 2021       | Angie Arizaga y Jota Benz                              | Baile («Bebé»)                                                   | Juan León Durán            | [ 45 ] |
| 15 de mayo de 2021      | Marisol y Rossy War                                    | Canto («Evidencias»)                                             | Asociación Perú-Niñez      |        |
| 22 de mayo de 2021      | Cachuca y los concursantes de la temporada 7           | Musical («Triciclo Perú»)                                        | Mercebith                  | [ 46 ] |
| 12 de junio de 2021     | Julio "Coyote" Rivera y Petronila "Doña Peta" Gonzales | Baile («Contigo Perú»)                                           | Mathías                    |        |

### Especial de Navidad de 2018
El 22 de diciembre de 2018, se realizó un episodio especial por Navidad en el cual los participantes de las tres primeras temporadas cantaron famosos villancicos.

### Especial de 2019
El 28 de diciembre de 2019, se realizó un episodio especial de fin de año en el cual se resumió lo mejor de la cuarta, quinta y sexta temporada. Fue conducido por la misma Gisela Valcárcel junto a Natalia Salas, Ethel Pozo, Yaco Eskenazi, Renzo Schuller, Edson Dávila y Muriel Mongrut desde la residencia de Gisela.

## Actuaciones especiales
| Fecha                    | Invitado | Descripción |
| ------------------------ | --- | --- |
| 12 de mayo de 2018       | Concursantes de la temporada 1 (Micheille Soifer, Alfredo Benavides, Luis Baca, Patricio Parodi, Pedro Loli, Yahaira Plasencia, Rossana Fernández-Maldonado, Cielo Torres, Josimar Fidel y Milett Figueroa)                                                          | Canto («Amor eterno»), especial por el día de la madre.                                                                  |
| 16 de junio de 2018      | Concursantes de la temporada 1 (Micheille Soifer, Alfredo Benavides, Luis Baca, Pedro Loli, Yahaira Plasencia, Rossana Fernández-Maldonado y Josimar Fidel) | Canto («Sudemos la camiseta» / «La copa de la vida» / «Waka Waka (Esto es África)»), especial por el mundial Rusia 2018. |
| 7 de julio de 2018       | Finalistas de la temporada 1 (Micheille Soifer, Pedro Loli, Rossana Fernández-Maldonado y Luis Baca) | Canto («Mi gran noche»)                                                                                                  |
| 14 de julio de 2018      | Gisela Valcárcel | Canto y baile («Yo viviré»)                                                                                              |
| 28 de julio de 2018      | Concursantes de la temporada 2 (Ebelin Ortiz, Daniela Darcourt, Julián Zucchi, Yiddá Eslava, John Kelvin, Jonathan Rojas, Mirella Paz, Shantall Young Oneto, Ricardo Rondón, Maricielo Effio, Génesis Tapia, Kevin Blow y Fresialinda)                               | Canto («El que no tiene de Inga»), especial por fiestas patrias.                                                         |
| 11 de agosto de 2018     | Franco Noriega | Canto («Me aceleras») |
| 1 de septiembre de 2018  | Concursantes de la temporada 2 (Ebelin Ortiz, Daniela Darcourt, Julián Zucchi, Yiddá Eslava, John Kelvin, Jonathan Rojas, Mirella Paz y Shantall Young Oneto) | Canto («Dura») |
| 8 de septiembre de 2018  | Concursantes de la temporada 2 (Ebelin Ortiz, Daniela Darcourt, Julián Zucchi, Yiddá Eslava, John Kelvin, Jonathan Rojas y Shantall Young Oneto) | Canto («Gloria») |
| 15 de septiembre de 2018 | Lucía de la Cruz y los concursantes de la temporada 2 (Ebelin Ortiz, Julián Zucchi, Jonathan Rojas, Daniela Darcourt, John Kelvin y Shantall Young Oneto) | Canto («Porque una hembra no llora» / «Así fue» / «De qué estoy hecha»)                                                  |
| 22 de septiembre de 2018 | Finalistas de la temporada 2 (Daniela Darcourt, Shantall Young Oneto, John Kelvin, Jonathan Rojas y Julián Zucchi) | Canto («Oye mi canto»)                                                                                                   |
| 6 de octubre de 2018     | Concursantes de la temporada 3 (Daniela Darcourt, Cielo Torres, Pedro Loli, Amy Gutiérrez, Rossana Fernández-Maldonado, Jonathan Rojas, Manolo Rojas, Vernis Hernández, Kevin Blow, Micheille Soifer, Stephanie Orúe, Luis Baca, Mirella Paz y Shantall Young Oneto) | Canto («Cuéntame») |
| 13 de octubre de 2018    | Concursantes de la temporada 3 (Daniela Darcourt, Cielo Torres, Pedro Loli, Amy Gutiérrez, Rossana Fernández-Maldonado, Jonathan Rojas, Manolo Rojas, Vernis Hernández, Kevin Blow, Micheille Soifer, Stephanie Orúe, Luis Baca, Mirella Paz y Shantall Young Oneto) | Canto («Las cajas» / «El serrucho»)                                                                                      |
| 17 de noviembre de 2018  | Concursantes de la temporada 3 (Daniela Darcourt, Cielo Torres, Pedro Loli, Amy Gutiérrez, Rossana Fernández-Maldonado, Jonathan Rojas, Kevin Blow, Micheille Soifer, Stephanie Orúe, Luis Baca, Mirella Paz y Shantall Young Oneto)                                 | Canto («Pégate») |
| 1 de diciembre de 2018   | Concursantes de la temporada 3 (Daniela Darcourt, Cielo Torres, Pedro Loli, Amy Gutiérrez, Rossana Fernández-Maldonado, Nico Ponce, Micheille Soifer, Stephanie Orúe, Mirella Paz y Shantall Young Oneto)                                                            | Canto («Ritmo de la noche»)                                                                                              |
| 8 de diciembre de 2018   | Finalistas de la temporada 3 (Daniela Darcourt, Cielo Torres, Pedro Loli, Amy Gutiérrez, Rossana Fernández-Maldonado, Nico Ponce, Micheille Soifer y Stephanie Orúe)                                                                                                 | Canto («Lo malo se va bailando»)                                                                                         |
| 18 de mayo de 2019       | Emanuel Soriano, Stephanie Orúe, Milett Figueroa y el elenco de El Pantaleón y las Visitadoras, el musical | Musical («Iquitos») |
| 17 de agosto de 2019     | Yahaira Plasencia | Canto («Y le dije no»)                                                                                                   |
| 24 de agosto de 2019     | Concursantes de la temporada 5 (Miguel Álvarez, Miluska Eskenazi, Paula Arias, "Nesty" Galguera, Nico Ponce, Juan Carlos Rey de Castro, Mayra Goñi, Emilio Jaime, Micheille Soifer, Amy Gutiérrez y Briyit Palomino)                                                 | Canto («Claridad») |
| 24 de agosto de 2019     | Ninel Conde | Canto («La rebelde» / «Bombón asesino»)                                                                                  |
| 31 de agosto de 2019     | Bareto y los concursantes de la temporada 5 (Miguel Álvarez, Miluska Eskenazi, Paula Arias, "Nesty" Galguera, Nico Ponce, Juan Carlos Rey de Castro, Mayra Goñi, Emilio Jaime, Micheille Soifer, Amy Gutiérrez y Briyit Palomino)                                    | Canto («Cariñito») |
| 7 de septiembre de 2019  | Deyvis Orosco y los concursantes de la temporada 5 (Miguel Álvarez, Miluska Eskenazi, Paula Arias, "Nesty" Galguera, Nico Ponce, Juan Carlos Rey de Castro, Mayra Goñi, Micheille Soifer, Amy Gutiérrez y Briyit Palomino)                                           | Canto («El arbolito») |
| 14 de septiembre de 2019 | Concursantes de la temporada 5 (Miguel Álvarez, Miluska Eskenazi, Paula Arias, "Nesty" Galguera, Nico Ponce, Juan Carlos Rey de Castro, Mayra Goñi, Micheille Soifer, Amy Gutiérrez y Briyit Palomino)                                                               | Canto («Vivir así es morir de amor»), especial por el fallecimiento de Camilo Sesto                                      |
| 21 de septiembre de 2019 | Gran Orquesta Internacional, Nico Ponce y "Nesty" Galguera. | Canto («Estás pisao») |
| 5 de octubre de 2019     | Américo, Orquesta Candela, Micheille Soifer y Amy Gutiérrez. | Canto («El embrujo») |
| 21 de diciembre de 2019  | Shantall Young Oneto, Amy Gutiérrez, "Nesty" Galguera, Braulio Chappell, Dailyn Curbelo, Mario Hart, Micheille Soifer, Ángelo Fukuy, Sandra Muente y Cielo Torres.                                                                                                   | Musical («Alabanzas al Rey» / «Hoy es navidad»), especial por Navidad.                                                   |
| 24 de abril de 2021      | Michelle Soifer y Pedro Loli | Musical («Yo viviré») |
| 12 de junio de 2021      | Jaime "Choca" Mandros | Musical («Bad Romance»)                                                                                                  |
| 4 de diciembre de 2021   | César Vega | Canto («Mi gente») |
| 4 de diciembre de 2021   | Claudia Serpa | Canto («El yerberito moderno»)                                                                                           |
| 4 de diciembre de 2021   | Yahaira Plasencia | Canto («Oye!») |
| 18 de diciembre de 2021  | Finalistas de la temporada 8 (Yahaira Plasencia, César Vega, Estrella Torres y Ruby Palomino) | Canto (Gracias a la música)                                                                                              |